# NGC 5735
NGC 5735 је спирална галаксија у сазвежђу Волар која се налази на NGC листи објеката дубоког неба.
Деклинација објекта је + 28° 43' 36" а ректасцензија 14h 42m 33,4s. Привидна величина (магнитуда) објекта NGC 5735 износи 12,7 а фотографска магнитуда 13,5. NGC 5735 је још познат и под ознакама UGC 9481, MCG 5-35-7, CGCG 164-13, IRAS 14403+2856, PGC 52535.